# Chessmaster
Chessmaster (tạm dịch: Kiện tướng cờ vua) là dòng trò chơi máy tính thuộc thể loại cờ vua hiện thuộc quyền sở hữu và phát triển của Ubisoft. Là một trong những sản phẩm thương mại bán chạy nhất trong lịch sử, với hơn 5.000.000 bản được bán hết vào năm 2002.

## Thứ tự
- 1986: Dòng game Chessmaster bắt đầu khai sinh với The Chessmaster 2000 của hãng The Software Toolworks. Game được phát hành cho các hệ máy Amiga, Apple II, Atari 8-bit, Atari ST, ZX Spectrum, Commodore 64, Amstrad CPC, MSX, Macintosh và hệ điều hành DOS, trò chơi có bộ engine cờ vua được viết bởi David Kittinger, và các nhà sản xuất đánh giá game theo mức độ 2000 Elo USCF, trong thực tế nó có thể chơi khoảng 1550-1600 Elo (1750-1800 USCF).[2]
- 1988: Chessmaster 2100 được phát hành cho hệ máy Apple IIGS.
- 1989: Chessmaster 2100 được phát hành cho hệ điều hành DOS.
- 1990: The Chessmaster được phát hành cho hệ máy NES
- 1991: The Chessmaster được phát hành cho hệ máy SNES
- 1991: Chessmaster 3000 được phát hành cho DOS, Windows 3.x.
- 1993: Chessmaster 4000 được phát hành cho Windows 3.x.
- 1995: Chessmaster 3D được phát hành cho hệ máy PlayStation của Sony với engine bản Chessmaster 4000.[3]
- 1996: Chessmaster 5000 cho Windows 95
- 1997: Chessmaster 5500 cho Windows 95
- 1998: Chessmaster 6000 được phát hành cho hệ điều hành Windows 95/Windows 98 và Macintosh.
- 1999: Chessmaster 8000 được phát hành cho Windows 98, với một bản dịch tiếng Nga
- 2002: Chessmaster 9000 được phát hành cho hệ điều hành Windows.
- 2007: Phiên bản hiện tại, Chessmaster XI được phát hành cho PC (tựa đề là Chessmaster: Grandmaster Edition) và hai phiên bản chuyển thể gồm Nintendo DS (tựa đề là Chessmaster: The Art of Learning) và PlayStation Portable (cũng với tựa đề Chessmaster: The Art of Learning) phát hành vào ngày 12 tháng 2 năm 2008. Nó bao gồm rất nhiều hướng dẫn của Kỳ thủ quốc tế Joshua Waitzkin dành cho người chơi ở tất cả các cấp độ kỹ năng.[4]

## Engine cờ

Chessmaster 10th Edition

Engine cờ vua của Chessmaster được gọi là The King do Johan de Koning, người Hà Lan viết. Nó đã được giới thiệu trong Chessmaster 4000 và các phiên bản trước, riêng engine cờ vua do David Kittinger viết riêng.
Theo Hiệp hội Cờ vua Máy tính Thụy Điển (SSDF) tháng 9 năm 2009, Chessmaster 9000 có một bảng phân loại Elo khoảng chừng 2718 trên PC-1200 Athlon. Nếu engine của các phiên bản khác bị loại khỏi danh sách của chúng, Chessmaster 9000 xếp hạng thứ 14 trong tất cả các engine thử nghiệm. Tính đến tháng 5 năm 2008, Chessmaster 9000 vẫn là phiên bản được đánh giá cao nhất gần đây bởi SSDF. Một danh sách đánh giá khác, CCRL, đặt Chessmaster 11th Edition ở vị trí 24 trên danh sách tháng 9 năm 2009.
Engine The King cho phép người dùng tạo ra phong cách chơi mới, cũng được gọi là "cá tính", bằng cách thao tác vài chục cài đặt khác nhau, chẳng hạn như King Safety, Pawn Weakness, Randomness, Mobility và số khác. Những giá trị của quân cờ cá nhân cũng có thể được điều chỉnh. Chessmaster 9000, ví dụ, có khoảng 150 loại tính cách khác nhau từ sức mạnh Đại kiện tướng quốc tế xuống Stanley, kẻ được mô tả như một con khỉ và chơi những gì cơ bản dựa theo di chuyển ngẫu nhiên.
Các tính năng cá nhân đã truyền cảm hứng cho nhiều người đam mê cờ vua trên máy tính nghiệp dư để cố gắng tìm thêm tính cách tối ưu. Trong phiên bản Chessmaster 10th Edition, việc tạo ra tính cách mới đã được thực hiện dễ dàng hơn trước.
Chessmaster 9000 sau đó đánh bại nhà vô địch cờ vua quốc tế là Đại kiện tướng Larry Christiansen trong một trận đấu bốn hiệp vào tháng 9 năm 2002. Chessmaster thắng trận đấu 2,5-1,5. Chương trình Chessmaster được điều hành bởi John Merlino, Giám đốc Dự án Chessmaster tại thời điểm của trận đấu. Bốn tính cách khác nhau đã được sử dụng trong trận đấu, ba trong số đó được dựa trên các đại kiện tướng nổi tiếng trong lịch sử cờ vua: Alexander Alekhine, Bobby Fischer, và Mikhail Botvinnik. Ván cuối cùng của trận đấu được sử dụng mặc định nhân cách "Chessmaster". Christiansen thắng hiệp đầu tiên rồi lại thua trong hiệp hai và ba, đến hiệp thứ tư mới dẫn đến một trận hòa. 

## Hệ máy
Đến nay, các phiên bản khác nhau của Chessmaster đã xuất hiện trên đủ các hệ máy như Amiga, Apple II, Apple IIGS, Atari 8-bit, Atari ST, Amstrad CPC, ZX Spectrum, Commodore 64, DOS, PC, Mac, NES, SNES, Game Boy, Game Boy Color, Game Boy Advance, Nintendo DS, Sega Game Gear, PlayStation, PlayStation 2, Xbox và điện thoại di động. Phiên bản đầu tiên của Macintosh là Chessmaster 3000, 4000 và nền đa phương tiện do hãng Sebastian Rapport và Troy Heere phát triển dựa trên bộ engine tương ứng của Kittinger và de Koning. Phiên bản Macintosh về sau được hãng Feral Interactive chuyển đổi và phiên bản Macintosh mới nhất là Chessmaster 9000. Ubisoft cũng cung cấp một phiên bản tải về của game: "Chessmaster Challenge khác từ bản Chessmaster 10th Edition trong giao diện đơn giản và phần hướng dẫn thủ nhỏ. Là một sản phẩm không bán lẻ mà chỉ sẵn sàng cho dùng thử và mua thông qua hình thức tải về.

## Giao diện

Chessmaster 9000

Các phiên bản gần đây của Chessmaster bao gồm cả thiết kế 2D và 3D và một số lượng lớn các bàn cờ khác nhau và mẫu cờ vua được thiết kế theo chủ đề riêng biệt. Giao diện đã được sửa lại trong phiên bản Chessmaster 10th Edition và các tính năng của bộ hoạt hình 3D, trong đó các mẫu cờ vua "bước" giữa các ô vuông và thể hiện một trận chiến mô phỏng khi một con cờ bị chiếu, làm gợi nhớ đến trò Battle Chess và bộ cờ vua Harry Potter Wizards. (Phiên bản trước cũng có tính năng 3D hoàn toàn nhưng không phải dạng hoạt hình và các con cờ không chiến đấu.) Chessmaster 10th Edition cũng kèm theo một cặp kính màu đỏ và màu xanh để xem các thiết lập trong mô thức "3D tăng cường".

## Xbox Live Arcade
Phiên bản Xbox Live Arcade với phần chơi mạng của Xbox Live và camera Xbox Live Vision hỗ trợ cho hệ máy Xbox 360 còn gọi là Chessmaster Live được phát hành vào ngày 30 tháng 1 năm 2008 với 800 Microsoft Points ($10 đô la Mỹ), nhưng không còn nữa.
Phiên bản này của Chessmaster có chứa một lỗi cho phép người chơi thuộc phe màu trắng ngừng một trận đấu vô thời hạn cho đến khi một người chơi bỏ cuộc. Nhà sản xuất đã kịp thời tung ra bản vá lỗi này để cả hai người chơi dù có hay mất điểm Elo nếu họ bỏ cuộc trước khi di chuyển đầu tiên.

## Đón nhận
Phản ứng phê bình với dòng game Chessmaster chủ yếu theo hướng tích cực. GameSpot nhận xét rằng "Chessmaster vẫn được coi là chuẩn mực tuyệt vời trong các trò chơi điện tử về cờ vua kể từ thập niên 80". IGN nói rằng "tự dòng game vẫn là cách tốt nhất để chơi và tìm hiểu về cờ vua trên máy tính".
Chessmaster: Grandmaster Edition, phiên bản máy tính gần đây nhất của dòng game, được đánh giá tích cực, với PC Gamer nói: "cửa hàng một tầng dành cho toàn bộ việc chơi cờ vua chơi và việc học tập gia đình nên kéo dài cho đến khi bạn lên hàng kiện tướng".Chessmaster 10th Edition xếp hạng 84% trên trang web tập hợp bài đánh giá Game Rankings. IGN chấm Chessmaster 10th Edition với số điểm 8.4/10, gọi đó là game cờ vua hay nhất trong thành phố". Theo lời nhận xét của GameSpot về Chessmaster 10th Edition cho biết: "Nếu bạn đang tìm kiếm một chương trình cờ vua tốt được đóng gói với một loạt các tính năng và tất cả các chuông và còi, bạn sẽ rất hài lòng với Chessmaster 10th Edition.
Phiên bản điện thoại di động của Chessmaster nhận được số điểm 9/10 từ IGN mà gọi nó là "một sản phẩm hoàn toàn bậc nhất sẽ được hưởng thức từ đầu tuần tới cuối tuần bởi những người hâm mộ của cuộc thi trí tuệ". IGN chỉ trích phiên bản Chessmaster: The Art of Learning của Nintendo DS vì thiếu phần chơi mạng, nhưng đã đánh giá game theo hướng tích cực tổng thể, với số điểm 7.8/10. Ngoài ra IGN còn chỉ trích sự giới thiệu nhàm chán của phiên bản Chessmaster: The Art of Learning thuộc hệ máy PlayStation Portable, nhưng nói thêm rằng "không nghi ngờ rằng thông tin có giá trị và có thể dạy cho bạn những điểm tốt hơn của trò chơi".
Mặc dù bộ engine cờ vua của Chessmaster nhìn chung không được mạnh như các engine khác của một số chương trình cờ vua thương mại khác có sẵn như Fritz, giới phê bình đã ca ngợi Chessmaster về phần hướng dẫn toàn diện của nó nhằm vào những người chơi có trình độ kỹ năng nghiệp dư và trung bình. Trong phần đánh giá bản Chessmaster 9000, IGN nói rằng "dòng game luôn phân biệt chính nó với các công cụ giảng dạy cờ vua hàng đầu" và hoan nghênh game sẽ "hướng về những người chơi thiếu kinh nghiệm và tầm trung". Với tất cả các cách hướng dẫn, phân tích chi tiết và bài tập thực hành, game giúp xóa đi cấp độ tân binh lên đến hàng kinh nghiệm". Bài đánh giá của GameSpot trong Chessmaster 10th Edition có lời nhận xét tích cực về game như một "gói lớn chứa những tính năng nhắm vào tất cả mọi người từ các tân binh đang học hỏi những bước cơ bản cho đến những tay chơi kỳ cựu cần tập luyện cho việc thi đấu."
Một lời chỉ trích phổ biến của dòng game này là thiếu các tính năng mới trong các phần kế tiếp. Trong bài đánh giá về Chessmaster 10th Edition của IGN có lời nhận xét: "nó chỉ đơn giản là không thêm đủ hơn bất kỳ thứ gì từ hai phiên bản mới nhất để có những nâng cấp cần thiết".

## Số khác
- Larry Christiansen vs. Chessmaster 9000 (Tháng 9 năm 2002), chú thích ở GameKnot:
  - Game 1, Game 2, Game 3, Game 4